# Marmara auratella
Marmara auratella är en fjärilsart som beskrevs av Braun 1915. Marmara auratella ingår i släktet Marmara och familjen styltmalar. Inga underarter finns listade i Catalogue of Life.